# Arnold Peralta
Arnold Fabián Peralta Sosa (La Ceiba, 29 de marzo de 1989 - ibídem, 10 de diciembre de 2015) fue un futbolista hondureño. Jugaba como lateral derecho y su último equipo fue el Olimpia de la Liga Nacional de Honduras.

## Trayectoria

### Vida
Arnoldo Peralta inició su carrera como futbolista en el año 2008, jugando para el Club Deportivo Vida. Con el Club Deportivo Vida jugó desde 2008 hasta 2013, aunque en el año 2011, los medios de comunicación de Honduras afirmaron que Peralta jugaría para el Club Deportivo Motagua; Peralta rechazó la oferta y continuó con el Club Deportivo Vida. Tras tener una excelente participación con el Vida, su representante, Paulo Hernández, anunció que tenía ofertas del Club León de México, de algunos clubes de la Major League Soccer y del Rangers Football Club de Escocia. Al final el Club Deportivo Vida aceptó la mejor oferta, que era la de Rangers. Arnold Peralta salió del Club Deportivo Vida en el año 2013 y firmó un contrato de cuatro años con el Rangers Football Club.

### Rangers
En junio de 2013, tras varias ofertas de otros clubes, se anunció el fichaje de Arnold Peralta por el Rangers Football Club de Escocia con un contrato de cuatro años. Arnold Peralta debutó con el Rangers Football Club el 14 de septiembre de 2013, en la victoria 5-1 del Rangers sobre el Arbroath. Su primer gol con la camiseta del Rangers Football Club se dio en un juego amistoso ante el Dundee FC.

"Estoy muy contento de unirme a un club de talla y con mucha historia, como lo es Rangers. Recibí varias ofertas de clubes de Europa, México, Estados Unidos e incluso de Honduras, pero cuando me di cuenta de la oferta de Rangers, no lo pensé dos veces y acepté." -Arnold Peralta

### Olimpia
El 30 de enero de 2015 se confirma su fichaje por el Club Deportivo Olimpia. Disputó su último partido con este club el 5 de diciembre de 2015 en un clásico ante Motagua, por las semifinales del Torneo Apertura 2015.

## Selección nacional

### Selecciones menores
Arnold Peralta fue capitán con la Selección de fútbol sub-20 de Honduras de 2009, ayudando a su equipo a obtener la clasificación a la Copa Mundial de Fútbol Sub-20 de 2009 que se realizó en Egipto. Ya en la Copa Mundial, Peralta portó el gafete de capitán y anotó un gol en la goleada 3-0 ante la Selección de fútbol sub-20 de Hungría. También participó en los Juegos Olímpicos de Londres 2012, debutando el 26 de julio en el empate 2-2 ante Marruecos en el Hampden Park de Glasgow.
Tuvo la oportunidad de ser seleccionado en el mundial Sudáfrica en el 2010

#### Goles internacionales
|    | Fecha                    | Lugar                                     | Rival   | Gol | Resultado | Competición         |
| -- | ------------------------ | ----------------------------------------- | ------- | --- | --------- | ------------------- |
| 1. | 27 de septiembre de 2009 | Estadio de Alejandría, Alejandría, Egipto | Hungría | 3-0 | 3-0       | Mundial Sub-20 2009 |

### Selección mayor
Jugó para la Selección de fútbol de Honduras en veintisiete ocasiones. Hizo su debut con la H el 6 de septiembre de 2011 en un partido amistoso ante la Selección de fútbol de Paraguay que finalizó con un marcador 3-0 a favor de Paraguay. Destacó su participación en las eliminatorias mundialistas 2014, donde logró adjudicarse al puesto de titular en el equipo dirigido por Luis Fernando Suárez. También destacó su participación en la Copa Centroamericana 2013 y fue fuerte candidato para disputar la Copa Mundial de Fútbol de 2014 que se realizará en Brasil. El 5 de mayo de 2014 se anunció que Peralta había sido convocado entre los 23 jugadores que disputarán la Copa Mundial de Fútbol de 2014 en Brasil con Honduras.
Sin embargo, un mes después una lesión lo dejó fuera de ella.

#### Participaciones en Copas del Mundo
| Sede   | Mundial                               | Resultado      |
| ------ | ------------------------------------- | -------------- |
| Egipto | Copa Mundial de Fútbol Sub-20 de 2009 | Fase de grupos |

#### Participaciones en Juegos Olímpicos
| Juegos Olímpicos                 | Sede        | Resultado        |
| -------------------------------- | ----------- | ---------------- |
| Juegos Olímpicos de Londres 2012 | Reino Unido | Cuartos de final |

#### Participaciones en Copa Centroamericana
| Copa Centroamericana      | Sede       | Resultado  |
| ------------------------- | ---------- | ---------- |
| Copa Centroamericana 2013 | Costa Rica | Subcampeón |

## Clubes
| Club    | País     | Año         |
| ------- | -------- | ----------- |
| Vida    | Honduras | 2008 - 2013 |
| Rangers | Escocia  | 2013 - 2014 |
| Olimpia | Honduras | 2015        |

## Palmarés

### Campeonatos nacionales
| Título                    | Club    | País     | Año  |
| ------------------------- | ------- | -------- | ---- |
| Copa de Honduras          | Olimpia | Honduras | 2015 |
| Liga Nacional de Honduras | Olimpia | Honduras | 2015 |

## Estilo de juego
Arnold Peralta fue un futbolista veloz, ágil y corpulento. Durante sus primeros años se destacó por su marcaje y su defensa. Luego se fue descubriendo su talento para jugar como lateral (principalmente derecho), combinando la velocidad con el buen marcaje a la hora de enfrentar al rival, lo que le llevó a ser uno de los mejores laterales de Honduras y de Concacaf. Otra habilidad que destacó a Arnold Peralta era su potencia y precisión de tiro.

## Muerte
Fue asesinado el jueves 10 de diciembre de 2015 a las 17:35 (hora local) en el centro comercial Uniplaza frente al Hospital Vicente D'Anthony, ubicado en La Ceiba (Honduras).
Dos sujetos desconocidos que se transportaban en motocicleta dispararon contra el jugador, quien se encontraba abordando su automóvil, un Porsche Cayenne color negro y con matrícula PDV 5920. Posiblemente el asesinato sucedió a causa de problemas personales.
Al momento de los hechos, el también futbolista Marcelo Canales ―quien salió ileso de la balacera― se encontraba acompañándolo en sus compras.
Su fallecimiento causó conmoción entre aficionados hondureños y escoceses. La afición del Rangers Football Club rindió homenaje a Peralta colocando flores, fotografías del jugador, banderas de Honduras y del propio club a las afueras del Ibrox Stadium de Glasgow.